# Alamedilla
|  | No s'ha de confondre amb La Alamedilla. |

Alamedilla és un municipi de la província de Granada, Andalusia, Espanya.

## Demografia
| 1930 | 1940 | 1950 | 1960 | 1970 | 1981 | 1991 | 2001 | 2005 |
| ---- | ---- | ---- | ---- | ---- | ---- | ---- | ---- | ---- |
| 1824 | 2634 | 3019 | 2631 | 1800 | 1329 | 1045 | 888  | 811  |